# Lądowisko Lębork
Lądowisko Lębork – lądowisko sanitarne w Lęborku, w województwie pomorskim, położone przy ul. Węgrzynowicza 15. Przeznaczone jest do wykonywania startów i lądowań śmigłowców sanitarnych i ratowniczych w dzień i w nocy o dopuszczalnej masie startowej do 5700 kg. 
Zarządzającym lądowiskiem jest Samodzielny Publiczny Specjalistyczny Zakład Opieki Zdrowotnej. W roku 2012 zostało wpisane do ewidencji lądowisk Urzędu Lotnictwa Cywilnego pod numerem 168
Oficjalne otwarcie nastąpiło 23 października 2012. W uroczystości otwarcia wzięli udział między innymi: Senator Kazimierz Kleina, Wojewoda Pomorski Ryszard Stachurski, Wicemarszałek Województwa Pomorskiego Wiesław Byczkowski.